# Relevo da França

Relevo da França. A sudoeste os Pirenéus e a sudeste os Alpes. Ao centro o Maciço Central.

A França tem um relevo variado que abrange desde montanhas majestosas até planícies férteis e litorais pitorescos.

## Tipos de relevo
- Os Alpes: Localizada no sudeste da França Metropolitana, a parte francesa dos Alpes forma uma fronteira natural com a Itália e a Suíça. Esta cordilheira imponente é o lar de algumas das montanhas mais altas da Europa, incluindo o Monte Branco, que alcança 4809 metros de altitude. Os Alpes oferecem oportunidades para esportes de inverno, como esqui e snowboard, e são famosos por sua beleza cênica, com picos cobertos de neve, lagos alpinos e vales profundos.[3]
- Os Pirenéus: Na fronteira sudoeste da França com a Espanha, os Pirenéus formam outra cordilheira espetacular, embora menos alta que os Alpes. Estendendo-se por cerca de 430 km, os Pirenéus apresentam picos nevados, vales verdejantes e desfiladeiros impressionantes. Esta região é popular entre os amantes da natureza, caminhantes e alpinistas, oferecendo uma variedade de trilhas e paisagens deslumbrantes.[4]
- As Planícies e Bacias: Grande parte do norte e do centro da França é dominada por extensas planícies e bacias, como a Bacia de Paris e a Bacia de Aquitânia. Estas áreas são caracterizadas por terrenos relativamente planos, ideais para a agricultura e a urbanização. A Bacia de Paris, em particular, é uma das regiões mais férteis da França, conhecida por suas terras agrícolas produtivas e densa população.[5]
- O Maciço Central: No coração da França, o Maciço Central é uma extensa região montanhosa e planáltica, que se estende por mais de 15.000 km quadrados. Composto por uma série de cadeias montanhosas e planaltos vulcânicos, o Maciço Central é conhecido por sua beleza selvagem e sua rica herança cultural. Vulcanismo passado deixou marcas na paisagem, incluindo crateras, cones e formações rochosas únicas.[6]
- O Litoral: A França possui uma extensa costa que se estende por cerca de 3.427 km ao longo do Oceano Atlântico, Canal da Mancha e Mar Mediterrâneo. Esta costa variada inclui falésias dramáticas, praias de areia dourada, estuários tranquilos e penínsulas rochosas. As áreas costeiras são populares destinos turísticos, oferecendo uma variedade de atividades recreativas, desde banhos de sol e natação até surf e vela.

O relevo diversificado da França desempenha um papel crucial na determinação do clima, da vegetação, da atividade econômica e do estilo de vida das pessoas que vivem no país. Sua paisagem variada proporciona oportunidades para uma ampla gama de atividades ao ar livre, turismo e exploração, tornando-a um destino cativante para viajantes e amantes da natureza em todo o mundo.